# Opopaea cupida
Opopaea cupida är en spindelart som först beskrevs av Eugen von Keyserling 1881.  Opopaea cupida ingår i släktet Opopaea och familjen dansspindlar.
Artens utbredningsområde är Colombia. Inga underarter finns listade i Catalogue of Life.